# Liste des ducs de Montmorency (Beaufort)
Le titre de duc de Montmorency a été créé trois fois. La première création date de 1551 : François Ier érige la baronnie de Montmorency en duché-pairie au bénéfice de son favori Anne de Montmorency. En 1633, Montmorency est une nouvelle fois érigée en duché à la suite de l'exécution du quatrième duc en 1632. C'est ainsi que la terre de Montmorency passe aux Bourbon-Condé, après s'être transmise plus de six cents ans dans la descendance de Bouchard de Montmorency.
En 1689, Henri III de Bourbon-Condé obtient de Louis XIV de commuer le duché de Montmorency en duché d'Enghien. Dès cette date, la ville de Montmorency, sa vallée et son étang s'appellent officiellement « Enghien ».
À la suite du changement de dénomination du duché primitif de Montmorency, le duc de Piney et de Beaufort, un héritier mâle de la maison de Montmorency (maison de Montmorency-Bouteville-Piney-Luxembourg ; mais pas l'aîné, qui est alors un Montmorency-Fosseux), est autorisé à changer le nom du duché de Beaufort en duché de Montmorency, sans pairie. Le titre, éteint une première fois en 1764, est relevé par mariage au profit d'une autre branche (plus aînée, au demeurant) des Montmorency : les Montmorency-Fosseux (Fosseux et Fosseuse). De nouveau éteint en 1862. Le titre est une dernière fois relevé en 1864 au profit de la maison de Talleyrand-Périgord et éteint en 1951.

## Maison de Montmorency-Luxembourg
- 1689-1726 : Charles de Montmorency-Luxembourg, premier duc de Montmorency ;
- 1726-1764 : Charles II de Montmorency-Luxembourg, deuxième duc de Montmorency ;
  - 1735-1761 : François de Montmorency-Luxembourg, fils du précédent, duc de Montmorency par courtoisie ;
- 1764-1829 : Charlotte de Montmorency-Luxembourg, fille du précédent, troisième duchesse de Montmorency.

## Maison de Montmorency-Fosseux
- 1767-1799 : Anne Léon II de Montmorency-Fosseux, époux de la précédente, duc jure uxoris de Montmorency ;
- 1799-1846 : Charles III de Montmorency-Fosseux, fils du précédent, quatrième duc de Montmorency ;
- 1846-1862 : Raoul de Montmorency, fils du précédent, cinquième duc de Montmorency.

## Maison de Talleyrand-Périgord
- 1864-1915 : Nicolas Raoul Adalbert de Talleyrand-Périgord, neveu du précédent par sa mère Alix de Montmorency, sixième duc de Montmorency
- 1915-1951 : Louis de Talleyrand-Périgord, fils du précédent, septième duc de Montmorency